# Henry Terrell Jr.

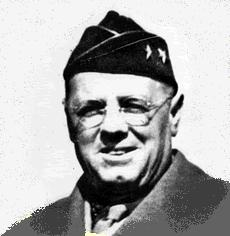
Henry Terrell Jr.

Henry Terrell Jr. (* 14. Oktober 1890 in San Antonio, Texas; † 3. Oktober 1971 ebenda) war ein Generalmajor der United States Army. Er war unter anderem Kommandeur zweier Infanteriedivisionen und des XXII. Korps.
Henry Terrell Jr. war ein Sohn von Richter Henry Terrell Sr. (1860–1931) und dessen Frau Kate Rivers Brahan (1856–1942). In den Jahren 1908 bis 1912 studierte er an der University of Texas. Da es allerdings mehrere Hochschulen in Texas mit dieser Bezeichnung gibt und in den Quellen keine genauen Angaben gemacht werden, muss offen bleiben, an welcher dieser Universitäten er studierte.
Im Jahr 1912 gelangte er in das Offizierskorps des US-Heeres, wo er der Infanterie zugeteilt wurde. In der Armee durchlief er anschließend alle Offiziersränge vom Leutnant bis zum Zwei-Sterne-General. Im Lauf seiner militärischen Karriere absolvierte Terrell verschiedene Kurse und Schulungen. Dazu gehörten unter anderem das Command and General Staff College und das United States Army War College.
In seinen jüngeren Jahren absolvierte er den für Offiziere in den niederen Rangstufen üblichen Dienst in unterschiedlichen Einheiten und Standorten. Dazu gehörten auch Aufgaben als Stabsoffizier in verschiedenen Hauptquartieren. Er war zwischenzeitlich am Panamakanal stationiert und tat während der Mexikanischen Expedition an der Grenze zu diesem Nachbarstaat Dienst.
Ab Sommer 1918 nahm er als Teil der American Expeditionary Forces an der Endphase des Ersten Weltkriegs teil. Er diente in einem Infanterieregiment und war an mehreren Schlachten beteiligt, wozu unter anderem die Schlacht an der Marne, die Schlacht von St. Mihiel und die Maas-Argonnen-Offensive gehörten.
Nach dem Krieg setzte Terrell in den 1920er und 1930er Jahren seine Offizierslaufbahn an verschiedenen Standorten und in diversen Funktionen fort. Damals absolvierte er die oben erwähnten Schulen. Von 1936 bis 1938 kommandierte er das 9. Infanterieregiment. Daran schloss sich eine Versetzung zum Stab des Kriegsministeriums an, dem er bis zum Februar 1941 angehörte. Danach kommandierte er für einige Zeit die 8. Infanteriedivision.
Nach dem amerikanischen Eintritt in den Zweiten Weltkrieg wurde am 25. März 1942 die 90. Infanteriedivision unter dem Kommando von Henry Terrell reaktiviert. Er behielt dieses Kommando bis zum Januar 1944. Die Division wurde damals in den Vereinigten Staaten auf den Kriegseinsatz vorbereitet. Als sie 1944 nach Europa verlegt wurde, war Terrell nicht mehr deren Kommandeur.
Zwischen Januar und November 1944 kommandierte Henry Terrell Jr. das XXII. Korps, das am 15. Januar 1944 in Fort Campbell in Kentucky neu aufgestellt worden war. Das Korps nahm unter Terrells Kommando noch nicht aktiv am Krieg teil. Es wurde erst nach seiner Zeit als Kommandeur auf dem europäischen Kriegsschauplatz eingesetzt. Im November erhielt Terrell das Kommando über das Infantry Advanced Replacement Training Center. Dieses Kommando bekleidete er bis zu seiner Pensionierung am 30. April 1946.
Der mit Helen Gunther (1891–1972) verheiratete Offizier starb am 3. Oktober 1971 in seiner Geburtsstadt San Antonio und wurde auf dem Fort Sam Houston National Cemetery beigesetzt.

## Orden und Auszeichnungen
Henry Terrell Jr. erhielt im Lauf seiner militärischen Laufbahn unter anderem folgende Auszeichnungen:
- Army Distinguished Service Medal
- Legion of Merit
- Mexican Border Service Medal
- World War I Victory Medal
- American Defense Service Medal
- American Campaign Medal
- World War II Victory Medal
- Kriegskreuz (Frankreich)